# Bjリーグ週間MVP・月間MVP
bjリーグ週間MVP・月間MVP（びーじぇーりーぐしゅうかんMVP・げっかんMVP）は、bjリーグにおける選手表彰の一つである。
「週間MVP」は、その週の全試合（月曜日開催は前週に含む）に出場した選手から、リーグ関係者の意見及びbjリーグ公式携帯サイト内のブースター投票を参考に、リーグ選考委員会による選考の元決定される。
「月間MVP」は、2007-08シーズンまで当該月の週間MVP受賞選手の中から更にリーグ選考委員会の抽選等で決定されていたが、2008-09シーズンより週間MVP獲得の有無は関係なく全登録選手を対象にリーグ選考委員会により決定される。
リーグオフィシャルパートナーの一つであるコンビニチェーンのサークルKサンクス協賛の元、2006年12月に「サークルKサンクス週間MVP・月間MVPとして制定されたが、bjリーグ 2010-11シーズンから同業他社であるローソンの協賛に代わり、「ローソン“ponta”presents 週間（月間）MVP」と称される。
週間・月間とも受賞選手にはサークルKサンクスより電子マネーEdyチャージ済みの「KARUWAZA CLUBカード」が贈呈される。週間には1万円分、月間には5万円分の同カードがそれぞれ送られる。2006-2007シーズンはこれが週は3倍の3万円に／月は倍の10万円に増えた（もしも複数該当した場合は均等に分けられる）。2009-2010シーズンから月間MVPには副賞として平和堂貿易より腕時計がプレゼントされる。ローソン 週間・月間MVPとなってからはPonta特製プリペイドカードが贈呈される。
最初の受賞者は週間・月間ともにジョン・ヘリコプター・ハンフリーである。また、2006-07シーズンは複数回受賞した選手は一人もいなかった。2007-08シーズンに東京アパッチに移籍したニック・デービスが週間MVPを受賞し、初の複数回受賞者（同時に複数チームでの受賞者も初）となった。翌週にはジェフ・ニュートンが、同一チームでの初の複数回受賞者となった。2009年3月度はロドニー・ウェブとボビー・セントプルーが史上初のダブル受賞となった。

## 月間MVP受賞者
| シーズン | 10月                   | 11月                   | 12月                     | 1月                      | 2月                    | 3月                                   | 4月                      |
| -------- | ---------------------- | ---------------------- | ------------------------ | ------------------------ | ---------------------- | ------------------------------------- | ------------------------ |
| 2006-07  |                        |                        | ジョン・ハンフリー       | リン・ワシントン         | マイキー・マーシャル   | マーマドゥ・ディオウフ                |                          |
| 2007-08  |                        | ジェフ・ニュートン     | 澤岻直人                 | ライアン・ブラックウェル | ゴードン・ジェームス   | ニック・デービス                      | マイケル・ガーデナー     |
| 2008-09  | ジェフ・ニュートン     | ジョン・ハンフリー     | ゴードン・ジェームス     | マイケル・ガーデナー     | マット・ギャリソン     | ロドニー・ウェブ ボビー・セントプルー | リン・ワシントン         |
| 2009-10  | ジーノ・ポマーレ       | ウェンデル・ホワイト   | ポール・ビュートラック   | リッキー・ウッズ         | リン・ワシントン       | マイケル・パーカー                    | 城宝匡史                 |
| 2010-11  | ウィリアム・ナイト     | ウェイン・アーノルド   | マイク・ベル             | ケニー・サターフィールド | バイロン・イートン     | 小菅直人                              | レジー・ウォーレン       |
| 2011-12  | モリース・ハーグロー   | ジャメイン・ディクソン | ジャーメイン・ボイェット | アンソニー・マクヘンリー | 城宝匡史               | T・J・カミングス                      | ジャスティン・バーレル   |
| 2012-13  | 高橋憲一               | テレンス・ウッドベリー | 池田雄一                 | マーキン・チャンドラー   | マイケル・パーカー     | 清水太志郎                            | アンソニー・マクヘンリー |
| 2013-14  | 富樫勇樹               | ナイル・マーリー       | ポール・ウィリアムス     | ジーノ・ポマーレ         | ジャメイン・ディクソン | レジナルド・ウォーレン                | 城宝匡史                 |
| 2014-15  | 岡田優                 | スクーティー・ランダル | 田口成浩                 | アンソニー・マクヘンリー | モー・チャーロ         | ケジュアン・ジョンソン                | レジー・ウォーレン       |
| 2015-16  | ルブライアン・ナッシュ | レジー・ウォーレン     | ウェンデル・ホワイト     | サム・ウィラード         | エグゼビア・ギブソン   | 岸本隆一                              | タイレン・ジョンソン     |